# Уже не діти
«Вже не діти» (англ. Electrick Children) — американський фільм 2012 року.

## Сюжет
Рейчел — п'ятнадцятирічна дівчинка з сім'ї мормонів-фундаменталістів штату Юта. Одного разу вона знаходить заборонену касету з рок-музикою. Ніколи не чувши нічого подібного раніше, Рейчел переживає неповторні емоції.
Мормони свято вірять у Святе Письмо. Але, коли 15-річна Рейчел заявила, що вагітна від святого духу, їй чомусь не повірили. Взагалі, у її викладі, це сталося при прослуховуванні електронного пристрою під назвою «магнітофон», з піснею, яка захопила її душу з тісних рамок мормонських правил. З чисто фізичної сторони, можна сказати, що вона завагітніла від електрики. Принаймні, Рейчел у це твердо вірила. У пошуках батька своєї дитини, вона попрямувала у найближче місто — Лас-Вегас. Там електрики було — хоч відбавляй. Її це не лякало, адже вона виховувалася на Біблії. А у цій книзі про людей все написано.

## Ролі
| Актор               | Роль |
| ------------------- | ---- |
| Джулія Гарнер       | -    |
| Рорі Калкін         | -    |
| Ліам Ейкен          | -    |
| Білл Сейдж          | -    |
| Синтія Уетрос       | -    |
| Біллі Зейн          | -    |
| Джон Патрік Амедорі | -    |
| Рейчел Пірард       | -    |
| Кессіді Гард        | -    |
| Паола Балдіон       | -    |

## Знімальна група
- Режисер — Ребекка Томас
- Сценарист — Ребекка Томас
- Продюсер — Джессіка Колдуелл, Річард Нейстадтер, Алехандро Де Леон
- Композитор — Ерік Колвін